# Telipogon thomasii
Telipogon thomasii är en orkidéart som beskrevs av Dodson och Rodrigo Escobar. Telipogon thomasii ingår i släktet Telipogon och familjen orkidéer. Inga underarter finns listade i Catalogue of Life.